# Postamt Gernrode

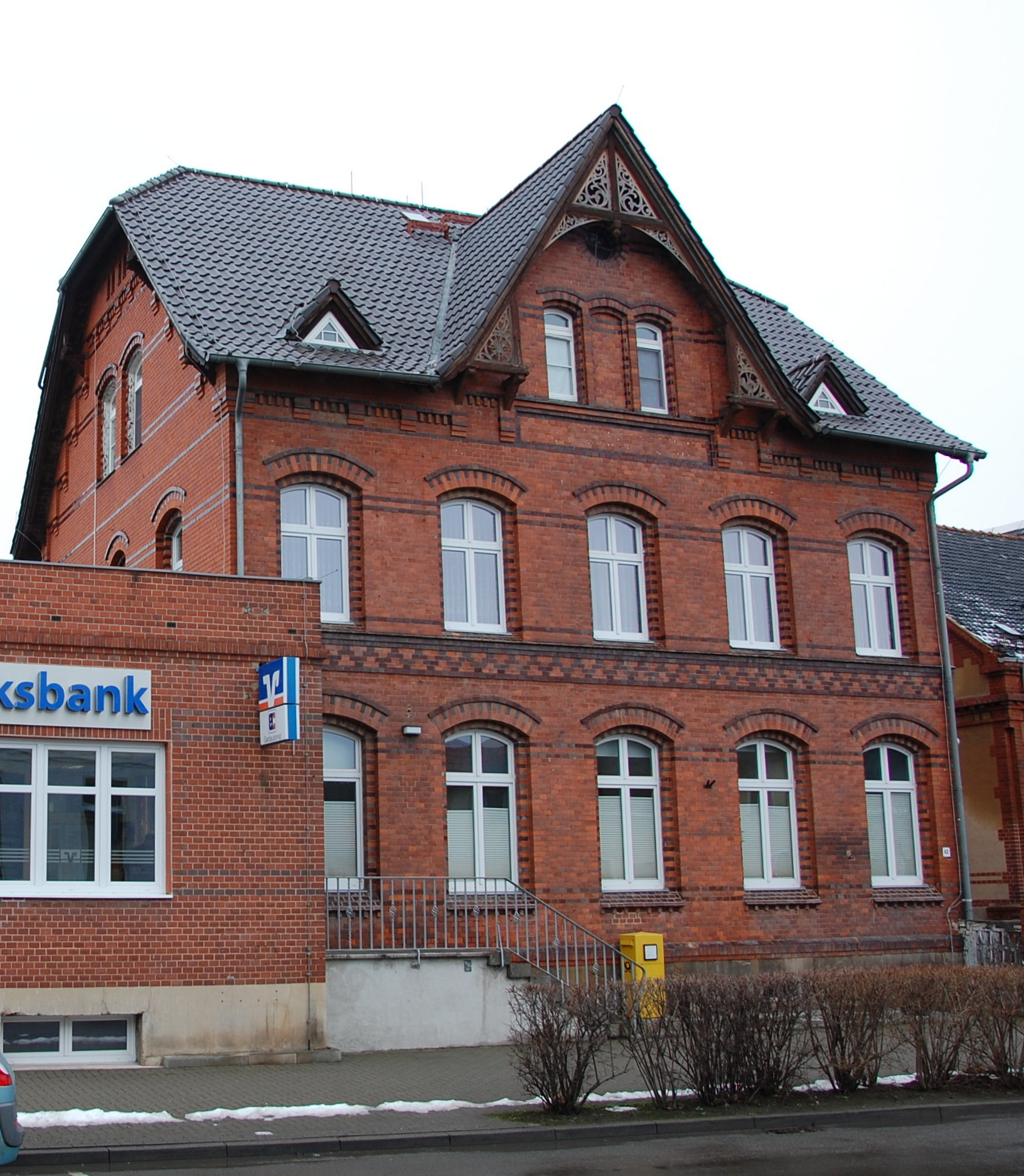
Postamt Gernrode

Das Postamt Gernrode ist ein denkmalgeschütztes Gebäude in dem zur Stadt Quedlinburg in Sachsen-Anhalt gehörenden Ortsteil Stadt Gernrode.

## Lage
Es befindet sich östlich der Gernroder Altstadt auf der Nordwestseite der Otto-Franke-Straße an der Adresse Otto-Franke-Straße 42 und ist im örtlichen Denkmalverzeichnis als Postamt eingetragen.

## Architektur und Geschichte
Das zweigeschossige Gebäude entstand 1894 als kaiserliches Reichspostamt. Es löste eine bis dahin an der Ecke Marktstraße/Schulstraße bestehende Poststelle ab. Die Fassade besteht aus roten Klinkern und ist zurückhaltend verziert. So finden sich ein Konsolfries und ein farbiger Ziegelfries.
Bis zum 31. Dezember 2011 lautete der Name der Otto-Franke-Straße noch Bahnhofstraße, so dass die Adressierung des Grundstücks Bahnhofstraße 42 lautete. Die Nutzung als Postamt besteht nicht mehr. Derzeit (Stand 2014) wird das Gebäude durch eine Filiale der Ostharzer Volksbank genutzt.